# Політехнічний університет Тирани

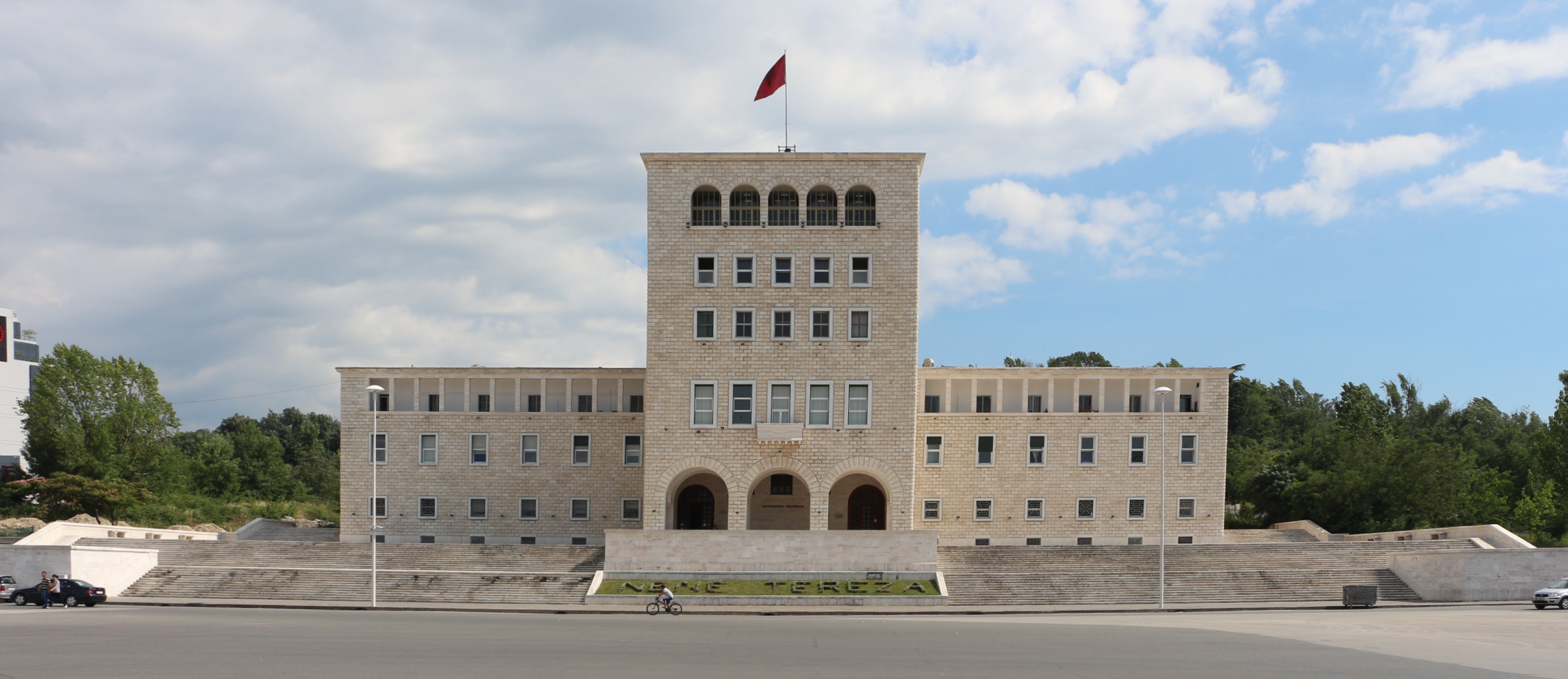
Корпус університету

Політехнічний університет Тирани (алб. Universiteti Politeknik i Tiranës) — громадський університет, розташований у Тирані, столиці Албанії.
Є найстарішим і другим за величиною університетом в Албанії, після Тиранського університету. Він був заснований у 1951 році і в даний час налічує близько 10 000 студентів, які приїжджають з Албанії, Косова, Македонії та Чорногорії.
Університет включає в себе шість факультетів і два науково-дослідних інститути:
- Будівельний факультет
- Факультет інформаційних технологій
- Механіко-машинобудівний факультет
- Факультет геології та гірничої справи
- Факультет електротехніки
- Факультет математики та фізики
- Інститут геології
- Інститут енергетики, водних ресурсів і навколишнього середовища